# Grande-Comorehoningzuiger
De Grande-Comorehoningzuiger (Cinnyris humbloti; synoniem: Nectarinia humbloti) is een zangvogel uit de familie Nectariniidae (honingzuigers).

## Verspreiding en leefgebied
Deze soort is endemisch op de Comoren en telt 2 ondersoorten:
- C. h. humbloti: Grande Comore (de westelijke Comoren).
- C. h. mohelicus: Mohéli (de westelijke Comoren).